# S&Tモータース
KRモータース（KR모터스、KR Motors Co., Ltd.）とは、大韓民国慶尚南道昌原市に本社を置くオートバイメーカーである。

## 歴史
1978年にヒョースン（暁星、효성、ヒョソン）グループの機械工業部門として創業し、翌年より韓国国内市場向けに「ヒョースン・スズキ」として日本の二輪車メーカーであるスズキのオートバイのライセンス生産を開始した。1986年、日本の静岡県浜松市に設計開発センターを構え、翌年より自社独自のデザイン、設計を開始。1988年にはソウルオリンピックのオフィシャルサプライヤーとして自社製の車両を提供した。2003年、ヒョースングループから分離。その後2007年6月にS&Tグループに買収され、S&Tモータースとなっているが、2014年にコラオ（KOLAO）ホールディングス(現 LVMC（エルブイエムシー）ホールディングス)に買収され、 現在の社名となっている。
近年はビジネスバイクから、より趣味性の高い、排気量の大きな車種にまでラインナップを拡大している。またオーストラリアや北ヨーロッパ、カナダ、アメリカなどの国々にも輸出を開始している。
2012年の海外販売数は約1万台。同年の韓国国内シェアは約17%。同年の韓国の二輪販売数は8.7万台であり、KRモータースは韓国内で1.5万台程度の販売実績があるものと推定される。
日本においては大手オートバイ販売チェーン店のレッドバロンが2007年より取り扱いを行っていたことがある。

## 主な製品

### オートバイ

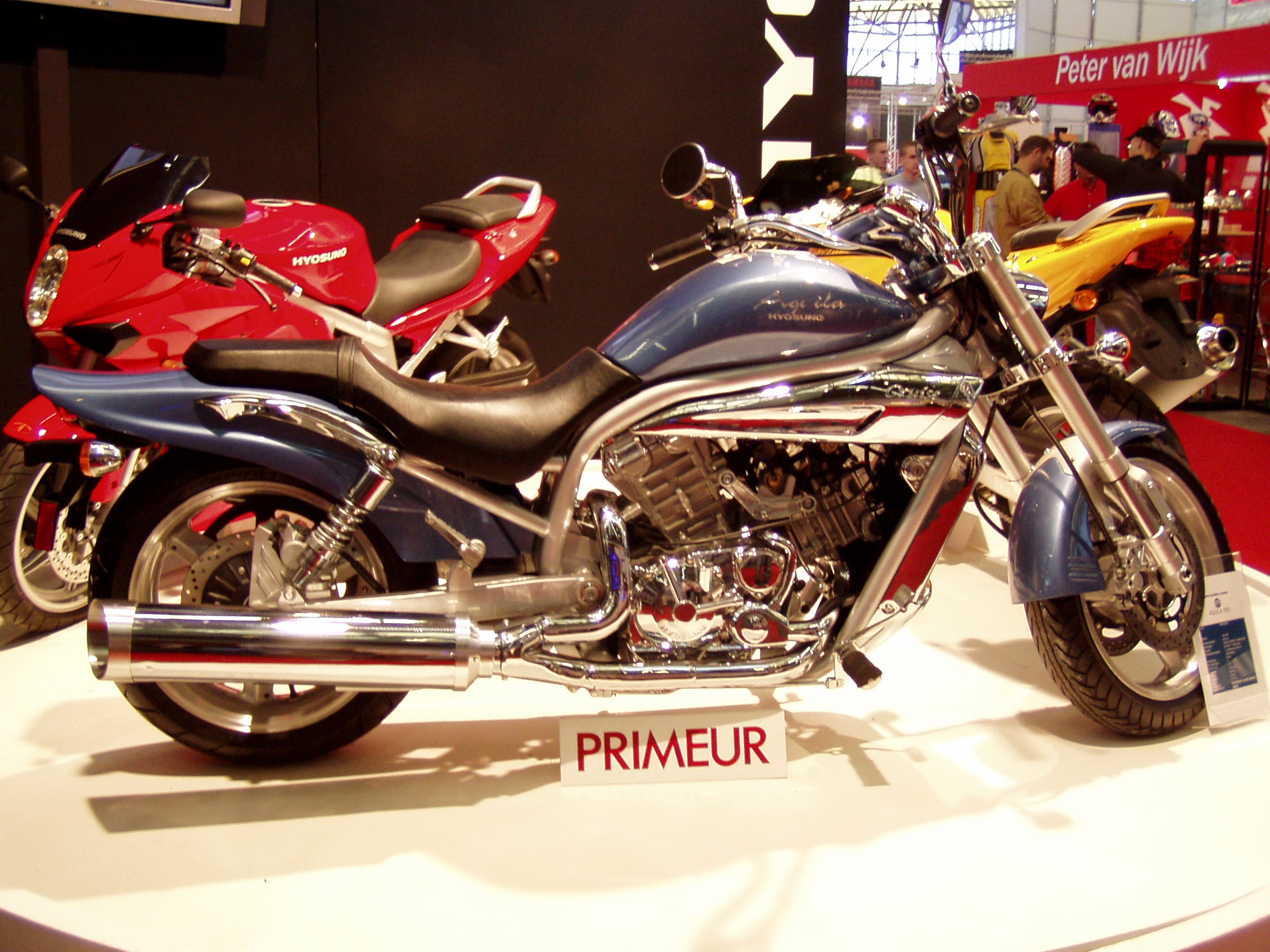
GV650 Aquila

海外輸出向けには「ヒョースン」 (Hyosung) のブランド名を使用し続けている。
ロードスポーツ（「コメット」シリーズ）

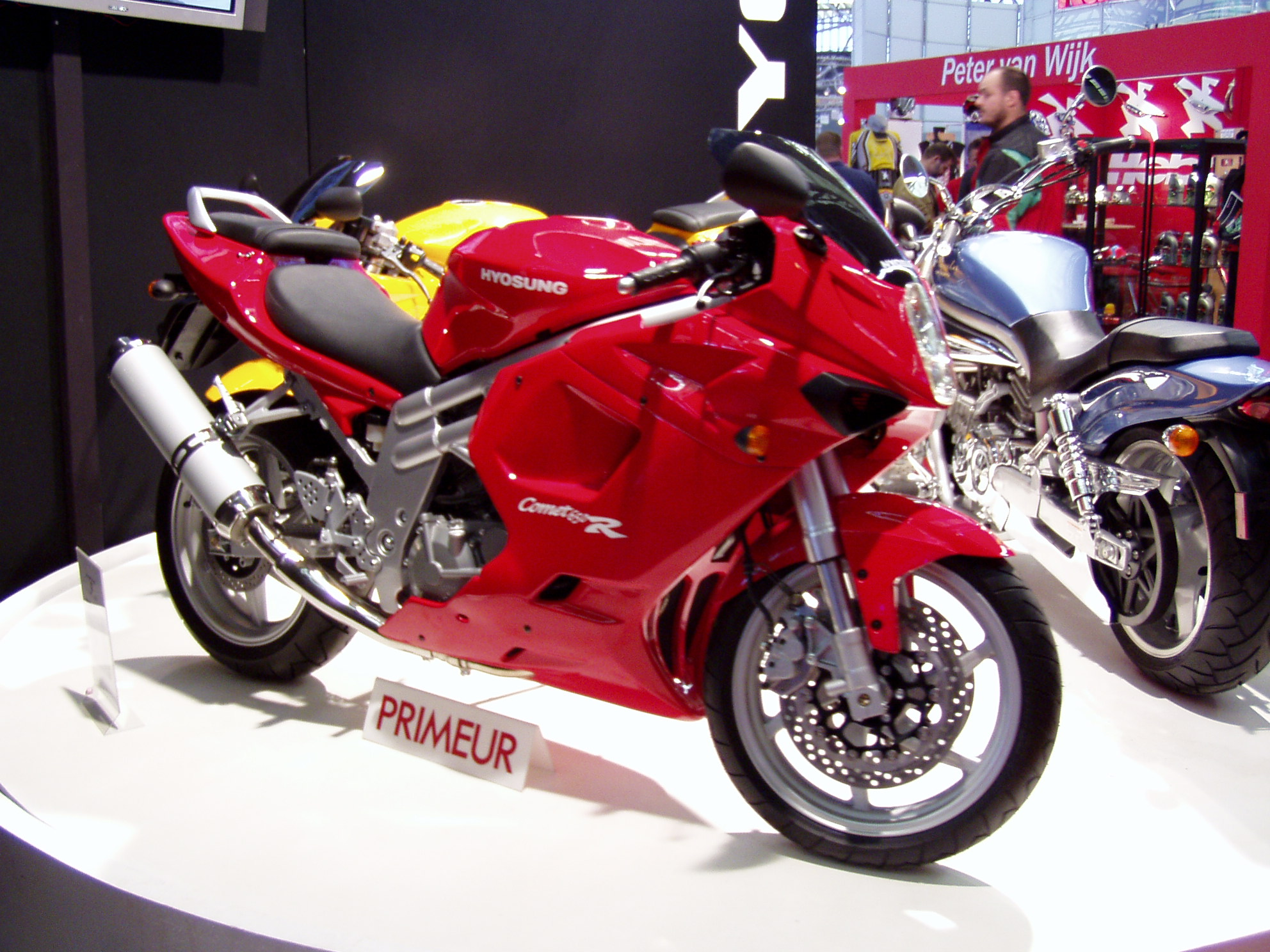
GT650/S/R
- GT250/S/R
- GT125/S/R

- COMET GT650R

クルーザー（「Aquila」シリーズ）
- GV650
- GV250
- GV125

- GV650 Aquila

オフロード
- RX125D/SM
- Troy

ボバー
- GV125s
- GV300s

### スクーター
- Exceed（英語版）
- Megajet
- Rapid
- Grand Prix 125 4T
- SF50 Prima/Rally/Rally50
- SF100 Rally100
- SD50 Sense
- MS3 125/250
- MS3-250/D

### ATV（全地形対応車）
- TE50 WOW50
- TE100 WOW100
- LT160
- LT450